# Una famiglia americana
Una famiglia americana (The Waltons) è una serie televisiva della CBS, trasmessa dal 19 dicembre 1971 al 4 giugno 1981. Creata da Earl Hamner, Jr., la serie fu ispirata al libro Spencer's Mountain e al film del 1963 Quella nostra estate, con Henry Fonda e Maureen O'Hara.

## Trama
La serie narra le vicende della famiglia Walton vissuta nella comunità rurale della Virginia nel periodo storico che va dalla Grande depressione alla seconda guerra mondiale. L'episodio pilota della serie è il film per la televisione The Homecoming: A Christmas Story, andato in onda nel 1971.
La famiglia Walton è formata dai genitori (John e Olivia Walton), dai loro sette figli (John-Boy, Jason, Mary Ellen, Erin, Ben, Jim-Bob, Elizabeth) e dai nonni paterni (Zebulon e Esther).
La storia è raccontata attraverso gli occhi del figlio maggiore John Boy, che vuole essere un romanziere, va al college e alla fine realizza il suo sogno. La saga segue la famiglia durante la depressione e la guerra, in tutti gli eventi della loro vita: la crescita dei figli, la scuola, il corteggiamento, il matrimonio, il lavoro, l'invecchiamento, la malattia e la morte.

## Cast
Come tipico in queste serie televisive, la presenza di una famiglia numerosa permetteva di presentare un gruppo variegato di attori e attrici di tutte le età con i quali gli spettatori di ogni genere e età potessero relazionarsi. Il cast rimase sostanzialmente stabile nelle nove stagioni della serie. Ad impersonare i genitori furono Ralph Waite e Michael Learned (erano stati Andrew Duggan e Patricia Neal nell'episodio pilota). Le parti dei figli furono interpretate da Richard Thomas (sostituito nelle ultime due stagioni da Robert Wightman) ("John-Boy"), Jon Walmsley ("Jason"), Judy Norton ("Mary Ellen"), Mary Beth McDonough ("Erin"), Eric Scott ("Ben"), David W. Harper ("Jim-Bob") e Kami Cotler ("Elizabeth"). Per i ruoli dei nonni paterni ci si affidò a Will Geer (Edgar Bergen solo nell'episodio pilota) e Ellen Corby.
Al cast ricorrente si aggiungevano regolarmente delle "guest stars", a conferma (ed incremento) del successo della serie. Tra di essi troviamo Beulah Bondi, Linda Watkins, Erin Moran, Sissy Spacek, Ron Howard, Sian Barbara Allen, Linda Purl, Sally Boyden, e Lynn Hamilton.
La serie vide anche la presenza di numerosi altri attori bambini come guest stars, inclusi Radames Pera, Erin Blunt, Moosie Drier, Tiger Williams, Jeff Cotler, Todd Bridges, Steve Shaw e Tony La Torre.

## Trasmissione
L'episodio pilota è stato trasmesso negli Stati Uniti il 19 dicembre 1971. In Italia la serie è stata trasmessa da Canale 5 nei primi anni ottanta.

## Episodi
| Stagione         | Episodi | Prima TV USA | Prima TV Italia |
| ---------------- | ------- | ------------ | --------------- |
| Prima stagione   | 25      | 1972-1973    | 1980            |
| Seconda stagione | 25      | 1973-1974    | 1980-1981       |
| Terza stagione   | 25      | 1974-1975    | 1981            |
| Quarta stagione  | 25      | 1975-1976    | 1981-1982       |
| Quinta stagione  | 25      | 1976-1977    | 1982            |
| Sesta stagione   | 26      | 1977-1978    | 1982-1983       |
| Settima stagione | 24      | 1978-1979    | 1983            |
| Ottava stagione  | 24      | 1979-1980    | 1983            |
| Nona stagione    | 22      | 1980-1981    | 1984            |